# Campeonato Femenino de la SAFF
El Campeonato Femenino de la SAFF, también llamada Copa de Asia del Sur Femenino, es la principal competencia de fútbol de naciones de mujeres por equipos, que se rigen por la Federación de fútbol del Sur de Asia (SAFF). Siete equipos compiten en el torneo.
Los miembros de la SAFF son Bangladés, Bhután, India, Maldivas, Nepal, Pakistán y Sri Lanka. El torneo se lleva a cabo cada dos años.
India ha ganado cinco de las seis ediciones del torneo.

## Resultados
| Año           | Sede      | Campeón   | Final Resultado | Subcampeón | Tercer lugar             | Resultado                | Cuarto lugar             |
| ------------- | --------- | --------- | --------------- | ---------- | ------------------------ | ------------------------ | ------------------------ |
| 2010 Detalles | Bangladés | India     | 1:0             | Nepal      | y Bangladés y Pakistán   | y Bangladés y Pakistán   | y Bangladés y Pakistán   |
| 2012 Detalles | Sri Lanka | India     | 3:1             | Nepal      | y Afganistán y Sri Lanka | y Afganistán y Sri Lanka | y Afganistán y Sri Lanka |
| 2014 Detalles | Pakistán  | India     | 6:0             | Nepal      | y Bangladés y Sri Lanka  | y Bangladés y Sri Lanka  | y Bangladés y Sri Lanka  |
| 2016 Detalles | India     | India     | 3:1             | Bangladés  | y Maldivas y Nepal       | y Maldivas y Nepal       | y Maldivas y Nepal       |
| 2019 Detalles | Nepal     | India     | 3:1             | Nepal      | y Sri Lanka y Bangladés  | y Sri Lanka y Bangladés  | y Sri Lanka y Bangladés  |
| 2022 Detalles | Nepal     | Bangladés | 3:1             | Nepal      | y Bután y India          | y Bután y India          | y Bután y India          |
| 2024 Detalles | Nepal     | Bangladés | 2:1             | Nepal      | y Bután y India          | y Bután y India          | y Bután y India          |

## Palmarés
En la siguiente tabla se encuentran los equipos que han estado entre los cuatro mejores de alguna edición del torneo.
 En cursiva se indica el torneo en el que el seleccionado fue local.
| Equipo     | Campeón                          | Subcampeón                             | Semifinalista        |
| ---------- | -------------------------------- | -------------------------------------- | -------------------- |
| India      | 5 (2010, 2012, 2014, 2016, 2019) |                                        | 2 (2022, 2024)       |
| Bangladés  | 2 (2022, 2024)                   | 1 (2016)                               | 3 (2010, 2014, 2019) |
| Nepal      |                                  | 6 (2010, 2012, 2014, 2019, 2022, 2024) | 1 (2016)             |
| Sri Lanka  |                                  |                                        | 3 (2012, 2014, 2019) |
| Bután      |                                  |                                        | 2 (2022, 2024)       |
| Afganistán |                                  |                                        | 1 (2012)             |
| Pakistán   |                                  |                                        | 1 (2010)             |
| Maldivas   |                                  |                                        | 1 (2016)             |

## Desempeño
| Equipos    | 2010 | 2012 | 2014 | 2016 | 2019               | 2022               | 2024               | Total |
| ---------- | ---- | ---- | ---- | ---- | ------------------ | ------------------ | ------------------ | ----- |
| Afganistán | GS   | SF   | GS   | GS   | No es miembro SAFF | No es miembro SAFF | No es miembro SAFF | 4     |
| Bangladés  | SF   | GS   | SF   | 2º   | SF                 | 1º                 | 1º                 | 7     |
| Bután      | GS   | GS   | GS   | GS   | GS                 | SF                 | SF                 | 7     |
| India      | 1º   | 1º   | 1º   | 1º   | 1º                 | SF                 | SF                 | 7     |
| Nepal      | 2º   | 2º   | 2º   | SF   | 2º                 | 2º                 | 2º                 | 7     |
| Maldivas   | GS   | GS   | GS   | SF   | GS                 | GS                 | GS                 | 7     |
| Pakistán   | SF   | GS   | GS   | ×    | ×                  | GS                 | GS                 | 5     |
| Sri Lanka  | GS   | SF   | SF   | GS   | SF                 | GS                 | GS                 | 7     |

### Simbología
| - 1º – Campeón - 2º – Finalista - 3º – 3º Lugar - 4º – 4º Lugar - SF – Semifinales - GS — Fase de grupos | - q — Clasificado - dq — Desclalificado / suspendido por la FIFA / AFC / SAFF. - — Anfitrión - × — No participó - × — Se retiró antes del inicio del torneo. - – No es miembro SAFF |

## Clasificación general
- Actualizado a la edición 2024.

| Pos. | Selección  | Part. | PJ | PG | PE | PP | GF  | GC  | Dif  | Pts |
| ---- | ---------- | ----- | -- | -- | -- | -- | --- | --- | ---- | --- |
| 1    | India      | 7     | 30 | 25 | 2  | 3  | 157 | 16  | +141 | 77  |
| 2    | Nepal      | 7     | 32 | 23 | 2  | 7  | 133 | 23  | +110 | 71  |
| 3    | Bangladés  | 7     | 27 | 16 | 2  | 9  | 74  | 37  | +37  | 50  |
| 4    | Sri Lanka  | 7     | 25 | 8  | 1  | 16 | 22  | 74  | –52  | 25  |
| 5    | Pakistán   | 5     | 15 | 5  | 1  | 9  | 23  | 53  | –30  | 16  |
| 6    | Maldivas   | 7     | 21 | 3  | 2  | 16 | 14  | 100 | –86  | 11  |
| 7    | Bután      | 7     | 21 | 3  | 1  | 17 | 26  | 97  | –71  | 10  |
| 8    | Afganistán | 4     | 12 | 1  | 2  | 9  | 10  | 67  | –57  | 5   |

## Goleadoras por edición
| Torneo | Jugador                               | Selección   | Goles |
| ------ | ------------------------------------- | ----------- | ----- |
| 2010   | Bala Devi Sasmita Malik               | India       | 11    |
| 2012   | Jamuna Gurung                         | Nepal       | 8     |
| 2014   | Ngangom Bala Dev                      | India       | 16    |
| 2016   | Sabitra Bhandari                      | Nepal       | 12    |
| 2019   | Sabitra Bhandari Indumathi Kathiresan | Nepal India | 4     |
| 2022   | Sabina Khatun                         | Bangladés   | 8     |
| 2024   | Deki Lhazom                           | Bután       | 8     |

## Mayores goleadoras
- Actualizado a la edición 2024.

| Jugadora          | Goles |
| ----------------- | ----- |
| Ngangom Bala Devi | 27    |
| Sabina Khatun     | 26    |
| Anu Lama          | 22    |
| Sabitra Bhandari  | 21    |
| Sasmita Mallick   | 20    |
| Jamuna Gurung     | 17    |
| Kamala Devi       | 17    |
| Sajana Rana       | 10    |
| Deki Lhazom       | 10    |
| Rekha Poudel      | 8     |

## Entrenadores campeones
| Año  | Equipo    | Entrenador             |
| ---- | --------- | ---------------------- |
| 2010 | India     | Mohammad Shahid Jabbar |
| 2012 | India     | Mohammad Shahid Jabbar |
| 2014 | India     | Tarun Roy              |
| 2016 | India     | Sajid Dar              |
| 2019 | India     | Maymol Rocky           |
| 2022 | Bangladés | Golam Robbani          |
| 2024 | Bangladés | Peter Butler           |

## Premios e reconocimientos
Al finalizar cada edición del torneo se entregan los siguientes premios: el premio a la Mejor Jugadora, el premio al Máximo Goleador y el premio a la Mejor Portera y el premio al Juego Limpio (fair play).
| Año  | Mejor jugadora       | Goleadora                             | Goleadora | Mejor portera | Juego limpio |
| Año  | Mejor jugadora       | Jugadora                              | Goles     | Mejor portera | Juego limpio |
| ---- | -------------------- | ------------------------------------- | --------- | ------------- | ------------ |
| 2010 | Bala Devi            | Sasmita Malik                         | 13        | No otorgado   | No otorgado  |
| 2012 | Yumnam Kamala Devi   | Jamuna Gurung                         | 8         | No otorgado   | No otorgado  |
| 2014 | Sabina Khatun        | Bala Devi                             | 16        | No otorgado   | Maldivas     |
| 2016 | Indumathi Kathiresan | Sabitra Bhandari                      | 12        | No otorgado   | Nepal        |
| 2019 | Grace Dangmei        | Sabitra Bhandari Indumathi Kathiresan | 4         | No otorgado   | Bangladés    |
| 2022 | Sabina Khatun        | Sabina Khatun                         | 8         | Rupna Chakma  | Bangladés    |
| 2024 | Ritu Porna Chakma    | Deki Lhazom                           | 8         | Rupna Chakma  | Bután        |